# Dansk Fløde
Dansk Fløde er et dansk do-it-yourself punkrockband,
grundlagt i marts 2003. Dansk Fløde arbejder med positiv, højenergisk kunst som virkemiddel, og med deltagelse og interaktivitet med tilskueren.
Med inspiration fra Velvet Underground, Ramones og Beastie Boys, har de skabt deres helt unikke udtryk, og udviklet sig til mere end et band. Dansk Fløde er nu en kunstgruppe bestående af 10-15 mennesker, der laver alt selv; skærer vinyler, har eget pladeselskab, laver kunstudstillinger, koncerter, producerer film og musikvideoer.
Bandets debutkoncert var 16 august 2004 på et udsolgt RUST, hvor de gav 11 numre.
Dansk Fløde blev Robert-nomineret i 2008 for bedste lyddesign på den danske spillefilm Cecilie af Hans Fabian Wullenweber.

## Koncerter og events i udvalg
Dansk Fløde giver kun sjældent koncerter i Danmark.
I marts 2007 optrådte Dansk Fløde på Rådhuspladsen, ved en støttefest for Ungdomshuset, Jagtvej 69.
Dansk Fløde lavede deres første internationale live event i 2007 i Tokyo.[kilde mangler]
Gruppen har i 2007 lavet live-events i Tokyo, London, Berlin og
i 2008 i Guinea-Bissau i Afrika og i Kreuzberg, Berlin.[kilde mangler]
Dansk Fløde skal 2017 spille en koncert på Sydpolen for pingvinerne.

## Diskografi
Samtidig med debutkoncerten udkom den første CD, "Den lille boheme pakke". Pladens musikere var Bjørn Vidø¸ (guitar, sang), Marcelino Ballarin (spoken word), Mikael Fleron (sang,bass) samt Francis Nørregård (trommer).
3 januar 2006 udkom bandets anden plade, Giv slip, der indeholdt 18 nummer på 36 min. Her medvirkede Bjørn Vidø (sang, guitar) og Marcelino Ballarin (sang), Adrian a/s Nielsen (trommer) (Siden trommeslager i Ravonettes), Francis Nørregaard (trommer). Albummet blev bl.a. kåret til månedens album af dagbladet Information. De fleste numre på albummet er siden blevet brugt på dokumentarfilm, spillefilm, samt reklamefilm.[kilde mangler]
Diskografien er omfattende, da mange udgivelser er lavet i begrænset oplag.